# Sylvain Tesson
Sylvain Tesson es un escritor y viajero francés nacido el 26 de abril de 1972 en París, Francia.

## Biografía
Sylvain Tesson es hijo de Marie-Claude Tesson y del periodista Philippe Tesson y es hermano de la actriz Stéphanie Tesson y de la periodista de arte Daphné Tesson. Realizó sus estudios de preparatoria en la Preparatoria Passy-Buzenval y luego realizó estudios de hypokhâgne y khâgne (clases preparatorias a las grandes escuelas). Geógrafo de formación, es titular de un diploma Diplôme d'études approfondies (DEA) de geopolítica.
Sylvain Tesson también es presidente de La Guilde européenne du Raid una ONG de utilidad pública reconocida.

### Viajero
En 1991, descubre la aventura mientras recorría en bicicleta el desierto central de Islandia, y luego mediante una expedición espeleológica en Borneo.
Después, en 1993-1994, le da la vuelta al mundo en bicicleta con Alexandre Poussin, a quien conoce desde su primer semestre en la Preparatoria Passy-Buzenval cerca de París. Los dos amigos, quienes terminaban entonces sus estudios de geografía, escriben en 1996, basándose en ese viaje, el libro On a roulé sur la terre, que les permite ganar el premio juvenil del IGN.
En 1997, aún con Alexandre Poussin, cruza caminando el Himalaya, 5000 km en cinco meses desde  Bután hasta Tayikistán, pasando clandestinamente por Tíbet. Esta travesía da lugar a la publicación, en 1998, de La Marche dans le ciel: 5000 km à pied à travers l'Himalaya.
En 1999-2000, cruza también a caballo las estepas de Asia central con la fotógrafa Priscilla Telmon, recorriendo más de 3,000 km desde Alma Ata en Kazajistán hasta el mar de Aral en Uzbekistán). Este viaje le permite colaborar en dos obras, La Chevauchée des steppes en 2001 y Carnets de Steppes: à cheval à travers l'Asie centrale en 2002.
En 2001 y 2002, participa en expediciones arqueológicas en Pakistán y en Afganistán.
De mayo de 2003 a enero de 2004, retoma el itinerario de los prófugos del gulag siguiendo el relato, cuya verdad ha sido puesta en tela de juicio, de Sławomir Rawicz: The Long Walk (1955).Relata este viaje que lo lleva desde Iakutsk en Siberia, y luego a China donde llega al Tíbet en bicicleta, caminando hasta Calcuta en India, en su libro L'Axe du loup.Para él esta aventura es recomendable en general, pero incluye anomalías absolutas, como « diez días sin beber en el desierto de Gobi». Este viaje se plasma en un álbum fotográfico publicado en 2005, Sous l'étoile de la liberté. Six mille kilomètres à travers l'Eurasie sauvage. Los textos son de Sylvain Tesson, y las fotografías fueron tomadas por Thomas Goisque, quien vino a alcanzarlo durante su travesía en cuatro ocasiones: en Siberia, en Mongolia, en Lhasa y en Darjeeling.
En 2007, el documental Irkoutsk-Pékin, la route des steppes, que dirige junto con Nicolas Millet, relata su viaje de Irkutsk a Beijing tomando la ruta del transmongoliano.
En 2010, lleva a cabo un proyecto al que le había tenido siempre mucho apego: irse a vivir seis meses (de febrero a julio) como eremita en una cabaña al sur de Siberia, en las orillas del lago Baikal, a unos 500 km al noroeste de Irkutsk. Según sus propias palabras: « La receta para la felicidad es: una ventana que da sobre el lago Baikal y una mesa enfrente de la ventana». Cuenta esta experiencia solitaria en su diariopublicado al año siguiente con el formato de un ensayo autobiográfico llamado: Dans les forêts de Sibérie.
Viaja casi siempre por sus propios medios, es decir sin el apoyo de la tecnología moderna, en total autonomía. Sus viajes son financiados mediante la realización de documentales, ciclos de conferencias y la venta de sus relatos de viaje.

### Escritor

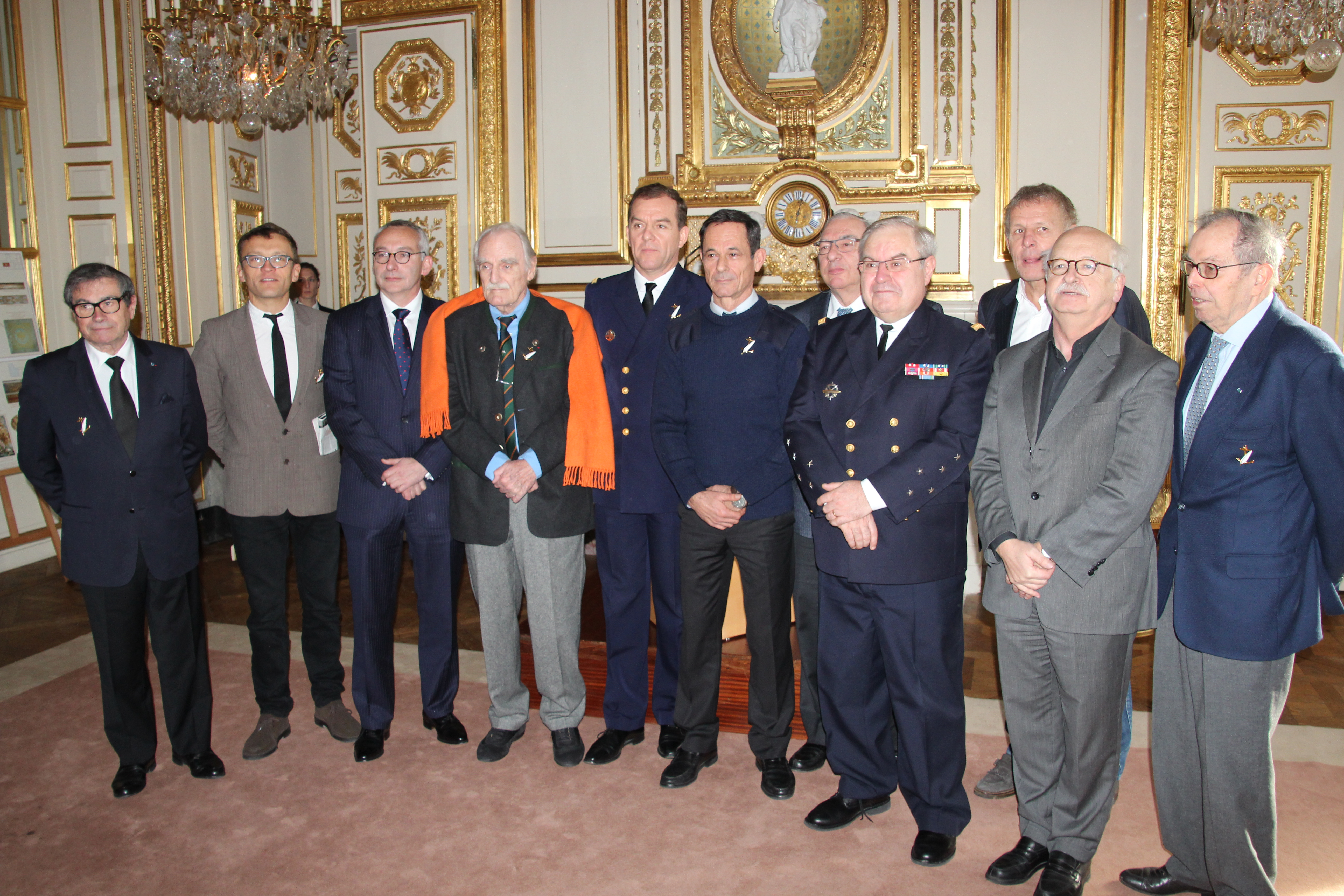
Reconocimiento para Patrice Franceschi como escritor de la Marina el 10 de febrero de 2014 en el Hôtel de la Marine en París, Francia.

Sylvain Tesson también escribe novelas. Ha realizado muchos prólogos así como comentarios de  películas. Colabora con diversas revistas. Se pueden leer sus notas en la revista Grands reportages. Desde 2004, ha redactado muchos reportajes para la revista Le Figaro Magazine con el fotógrafo Thomas Goisque y el pintor Bertrand de Miollis. Ha realizado varios documentales para la cadena de televisión France 5.
A finales de los años 90, anima en Radio Courtoisie, en colaboración con Alexandre Poussin, un programa dedicado a la aventura.
Obtiene el premio Goncourt de la novela en 2009, con su obra Une vie à coucher dehors y el premio Médicis del ensayo en 2011 con Dans les forêts de Sibérie.
En 2010, es presidente de jurado del Livre pour la Toison d'or du livre d'aventure, otorgado dicho año a Élodie Bernard por Le vol du paon mène à Lhassa, libro calificado por Tesson como una "ventana abierta al mundo".
En junio de 2012, lo nombran Escritor de la Marina, dándole el grado de capitán de fragata, lo que le permite embarcar en navíos de la Marina nacional.
También es crítico literario por poco tiempo en el programa Le Grand 8 a finales de 2012, para el canal de televisión D8.
A finales de 2012, emprende un viaje desde Moscú hasta L’Hôtel des Invalides en París con el propósito de volver a hacer en moto y sidecar modelo Oural el recorrido de la retirada de Rusia llevada a cabo por Napoleón Bonaparte dos siglos antes.

### Stégophile
Sylvain Tesson es desde hace mucho tiempo stégophile (en francés persona adicta a caminar sobre tejados; en inglés rooftopper), es decir que le encanta pasearse sobre tejados, y en su caso principalmente sobre los de las catedrales. Apodado «el príncipe de los gatos» por un círculo de acróbatas, pasaba noches enteras en campanarios y flechas: en la Catedral de Notre Dame, en el Mont-Saint-Michel, en la basílica de Santa Clotilde de París, y otros monumentos (principalmente iglesias) en Orléans, Argentan, Reims, Amiens o bien en Anvers.
Cada año, el 10 de marzo, día de la Rebelión tibetana de 1959, exhibe con orgullo una bandera del Tíbet en un lugar simbólico de París. En 2008, le ayuda a Robert Ménard a escalar la fachada sur de la Catedral de Notre Dame para que éste pueda esconderse en el techo y ver la llegada de la llama olímpica 2008. 

C'était une manière d'exprimer ma compassion pour la souffrance du peuple tibétain-dijo.

Con otros escaladores, colabora con el despliegue de dos banderolas de Reporteros Sin Fronteras en la Catedral de Notre Dame y luego desde el primer piso de la Torre Eiffel.

Il est à l'origine de deux coups d'éclat: celui de la tour Eiffel et celui de Notre-Dame. Son récit : « La nuit du 6 au 7 avril, à quatre (dont Robert Ménard et la réalisatrice Priscilla Telmon), nous avons atteint la charpente de la nef (qu'on appelle la forêt). Trois d'entre nous se sont installés et ont attendu 16 h 30 le lendemain. C'est là que Robert Ménard a déployé une banderole RSF (avec les menottes en guise d'anneaux olympiques) de 8 × 8 mètres, plus un drapeau tibétain. Juste au-dessus de la rosace ! Entre-temps, j'étais redescendu le matin pour aller à la tour Eiffel, que j'ai escaladée jusqu'au premier étage, accompagné de deux amis alpinistes. Vers 13 heures, nous avons déroulé les couleurs de RSF, qui ont flotté plus d'une heure à 50 mètres de hauteur.

El 20 de agosto de 2014, se cae de casi 10 metros al escalar la fachada de una casa en Chamonix-Mont-Blanc, mientras se hospedaba en casa de Jean-Christophe Rufin con quien practica el alpinismo. Víctima de un grave traumatismo craneoencefálico y de múltiples fracturas, es hospitalizado en Annecy y los médicos deciden inducirle un coma Lo despiertan ocho días más tarde y no tiene ninguna secuela neurológica. Tres meses después de este accidente así es como describe estar prueba: 

Estos tres meses de descanso, de sobriedad, de silencio, de análisis de mí mismo, han sido benéficos. Mi vida era un carnaval endiablado y ligeramente suicida, era tiempo de desacelerar un poco las calderas internas, de bajarme del tren. Me quedé con una parálisis del rostro que me da una apariencia de teniente prusiano de 1870. También perdí el oído en la oreja derecha, pero siendo partisano del silencio, al cual René Char llamaba “el estuche de la verdad”, no me quejo. Nuestra sociedad se ha vuelto histérica y ruidosa.

También evoca lo que la stégophilie era para él:

El alpinismo te permite aumentar la intensidad de tu existencia. Lo que experimentas en cuanto a sensaciones durante una subida, puede equivaler a diez años de vida. Para mí, las fachadas de los inmuebles eran paredes, las calles de los valles, los tejados de las mesetas y las flechas de las iglesias. Acababa viendo las ciudades como una cadena montañosa. Sufría una distorsión de la mirada. Me debería haber caído ya desde hace unos veinte años. Hay una especie de demonio que creció en mí. Es un tipo de escalada totalmente adolescente, poco recomendable, más cercano a la ruleta rusa que al alpinismo. Me encantaba vivir siempre pendiente de un hilo. Hasta el día en que esto terminó mal.

### Wanderer
Este término alemán es un apodo de Goethe usado en varias ocasiones por Sylvain Tesson en el Petit traité sur l'immensité du monde. Evoca al viajero sin ataduras, que no espera nada del mundo, sino que se conforma con recorrerlo, andar en el camino, solitario, sometido a las necesidades de su cuerpo y sin «esperar nada del camino que está tomando». Según Sylvain Tesson:

Solamente pueden vivir como el verdadero Wanderer los que no tienen ninguna atadura, que son capaces de no resistirse al llamado de lo que hay afuera, sin preocuparse por lo que están dejando.

En general, la noción de Wanderer es un tema recurrente en la poesía romántica alemana.

## Obra

### Obra escrita
Relatos de viaje
- 1996: On a roulé sur la terre, con Alexandre Poussin. París: R. Laffont. ISBN 978-2266159678
- 1998: Himalaya: visions de marcheurs des cimes. París: Transboréal. ISBN 978-2950799296
- 1998: La Marche dans le ciel: 5000 km à pied à travers l'Himalaya, con Alexandre Poussin. París: Laffont. ISBN 2-221-08583-7
- 2001: La Chevauchée des steppes: 3000 km à cheval à travers l'Asie centrale, en colaboración con Priscilla Telmon. París: Robert Laffont. ISBN 978-2-221-09370-2
  - Ed. revisada y ampliada. París: Pocket. ISBN 978-2-266-22972-2
- 2004: L'Axe du loup: de la Sibérie à L'Inde, sur les pas des évadés du Goulag
  - París: Robert Laffont. ISBN 978-2-221-10041-7
  - París: Pocket. ISBN 978-2-266-15718-6
- 2007: Éloge de l'énergie vagabonde
  - (Sainte-Margueriet-sur-Mer, France): Éditions des Équateurs. ISBN 978-2-849-90055-0
- 2015: Bérézina!. Chamonix: Guérin. ISBN 978-2-352-21089-4

Álbumes fotográficos
- 2002: Carnets de steppes: à cheval à travers l'Asie centrale, en colaboración con Priscilla Telmon. Grenoble: Glénat. ISBN 9782723439664
- 2005: Sous l'étoile de la liberté. Six mille kilomètres à travers l'Eurasie sauvage (fotografías de Thomas Goisque), París: Arthaud. ISBN  9782700396294
- 2007: L'Or noir des steppes: voyage aux sources de l'énergie, en colaboración con Thomas Goisque (fotografías). París: Arthaud. ISBN 9782700300062
- 2008: Lac Baïkal: visions de coureurs de taïga, en colaboración con Thomas Goisque (fotografías). París: Transboréal. ISBN 9782913955653
- 2009: Haute Tension: des chasseurs alpins en Afghanistan (fotografías de Thomas Goisque e ilustraciones de Bertrand de Miollis). París: Gallimard. ISBN 9782070127139

Ensayos
- 2000: Les Métiers de l'aventure et du risque. París: Hachette. ISBN 9782846160070
- 2005: Petit traité sur l'immensité du monde. (Sainte-Margueriet-sur-Mer, France): Éditions des Équateurs. ISBN 9782849900215
- 2011: Dans les forêts de Sibérie. Premio Médicis ensayo 2011. París: Gallimard. ISBN 9782070129256
- 2012: Géographie de l'instant. (Sainte-Margueriet-sur-Mer, France): Éditions des Équateurs. ISBN 978-2849902219

Novelas
- 2000: La Seconde Côte d’Adam. En Charles Ficat (Ed.). Histoires de montagnes.  Paris: Sortilèges. ISBN 2251491414
- 2002: Nouvelles de l'Est, Phébus
- 2004: Chroniques des bords du Rhin, Éditions du Verger
- 2004: Les Jardins d'Allah, Phébus
- 2009: Une vie à coucher dehors- Premio Goncourt de la novela 2009. París: Gallimard. ISBN 9782070124664
- 2010: Vérification de la porte opposée, Phébus
- 2014: S'abandonner à vivre. París: Gallimard, ISBN 978-2-070-14424-2

Aforismos y léxicos
- 2004: Katastrôf!, Bréviaire de survie français-russe, Mots et Cie
- 2008: Aphorismes sous la lune et autres pensées sauvages, Éditions des Équateurs
- 2011: Ciel mon moujik! Manuel de survie franco-russe, Chiflet et Cie
- 2011: Aphorismes dans les herbes et autres propos de la nuit, Éditions des Équateurs

Dibujos humorísticos
- 2004: Les Pendus, Le Cherche Midi

### Filmografía
- Les Chemins de la liberté, Transparences production, 2004, 54 min, realizado con Nicolas Millet y premiado por les Écrans de l'aventure (premio al director joven 2004)
- 6 mois de cabane au Baïkal, Bo Travail production, 2011, 51 min, realizado con Florence Tran
- Silex and the City, serie de Jul (autor). Sylvain Tesson aparece en el papel de un lémur en el episodio « Abilix le Gaulois».

## Premios
- 2009: Premio Goncourt de la novela por Une vie à coucher dehors
- 2011: Premio Médicis del ensayo por Dans les forêts de Sibérie